# Hôtel Mel de Fontenay
L'hôtel Mel de Fontenay est un hôtel particulier de Bordeaux, situé au 23 de la rue Monbazon.

## Histoire
Le bâtiment a été inscrit au titre des monuments historiques le 11 avril 2008.